# Kozłówek (województwo pomorskie)
Kozłówek (kaszb. Kòzłówk lub Kùleszewsczi Młin, niem. Kulsower Mühle) – uroczysko-dawna miejscowość w Polsce położona w województwie pomorskim, w powiecie słupskim, w gminie Kobylnica na Równinie Słupskiej.
W latach 1975–1998 miejscowość administracyjnie należała do województwa słupskiego.

## Nazwa
Nazwa uroczyska jest tzw. chrztem nazewniczym i ma charakter pseudotopograficzny. Powstała przez dodanie do nazwy pospolitej kozioł formantu -ówek. Pierwotna niemiecka nazwa Kulsower Mühle, wzmiankowana po raz pierwszy w 1780, ma charakter kulturowy i jest zestawieniem dwóch członów: nazwy własnej Kulsow „Kuleszewo” i nazwy pospolitej Mühle „młyn”.
Rada Języka Kaszubskiego proponuje opartą na polskiej kaszubską formę nazwy Kòzłówk.